# Ochsenmoor
Das Ochsenmoor ist ein ehemaliges Naturschutzgebiet in den niedersächsischen Gemeinden Hüde, Marl und Stemshorn in der Samtgemeinde Altes Amt Lemförde im Landkreis Diepholz.

## Allgemeines
Das Naturschutzgebiet mit dem Kennzeichen NSG HA 172 war circa 1.029 Hektar groß. Es war vollständig Bestandteil des FFH-Gebietes „Dümmer“ und des EU-Vogelschutzgebietes „Dümmer“. Das ehemalige Naturschutzgebiet grenzt im Westen an das Naturschutzgebiet „Westliche Dümmerniederung“ und im Norden an das ehemalige Naturschutzgebiet „Dümmer“. Weiterhin grenzt das Naturschutzgebiet im Osten stellenweise und im Westen beim Schäferhof an das Landschaftsschutzgebiet „Ochsenbruch“. Das Gebiet stand seit dem 16. Februar 1995 unter Naturschutz. Zum 16. August 2019 ging es im neu ausgewiesenen Naturschutzgebiet „Dümmer, Hohe Sieben und Ochsenmoor“ auf. Zuständige untere Naturschutzbehörde war der Landkreis Diepholz. Durch das Naturschutzgebiet „Dümmer, Hohe Sieben und Ochsenmoor“, das Naturschutzgebiet „Westliche Dümmerniederung“ und das nördlich des Dümmers liegende Naturschutzgebiet „Huntebruch und Huntebruchwiesen“ ist der größte Teil der Niederung naturschutzrechtlich geschützt.

## Beschreibung
Das ehemalige Naturschutzgebiet liegt südlich des Dümmers und östlich der Hunte in der Dümmerniederung. Ende der 1980er-Jahre wurden große Teile des Ochsenmoores wiedervernässt und für den Naturschutz deutlich aufgewertet. Das Projekt wurde im Jahr 2000 abgeschlossen.
Das Gebiet ist von Niedermooren mit als Weiden und Mähwiesen genutztem Grünland, Feucht- und Nasswiesen, Klein- und Großseggenrieden, Röhrichten und vereinzelten Bruchwäldern geprägt. Zentrale Teilbereiche des ehemaligen Schutzgebietes werden bis in den Frühsommer hinein mit Wasser überstaut. Teile des Naturschutzgebietes werden zur Pflege mit Schafen beweidet.
Die Niederungslandschaft ist Lebensraum verschiedener Limikolen, wie beispielsweise Bekassine, Uferschnepfe, Rotschenkel, Großer Brachvogel und Kiebitz sowie verschiedener Singvögel, darunter Schafstelze, Wiesenpieper, Dorngrasmücke, Schwarz- und Blaukehlchen, Feldschwirl, Feldlerche, Sumpfrohrsänger und Rohrammer. Außerdem sind unter anderem Weißstorch und Fischadler hier heimisch.
Das Gebiet ist ein wichtiges Rastgebiet für verschiedene nordische Gänse, Limikolen und andere Zugvögel.
Im Osten des ehemaligen Naturschutzgebietes betreibt der Niedersächsische Landesbetriebs für Wasserwirtschaft, Küsten- und Naturschutz seit 1993 eine Naturschutzstation. Hier befindet sich auch ein Naturlehrpfad, an dem sich ein Aussichtsturm befindet, von dem aus Teile des Gebietes überblickt werden können. Ein weiterer Beobachtungsturm befindet sich am Deich im Süden des Dümmers.